# Lijst van oorlogsmonumenten in Gouda
De Nederlandse gemeente Gouda heeft 17 oorlogsmonumenten. Hieronder een overzicht.
| Nr.                             | Object                                                           | Herdachte groep                                                                                              | Ontwerper                       | Onthulling       | Type                      | Locatie                        | Plaats | Coördinaten                  | Foto                                            |
| ------------------------------- | ---------------------------------------------------------------- | --- | ------------------------------- | ---------------- | ------------------------- | ------------------------------ | ------ | ---------------------------- | ----------------------------------------------- |
| 697                             | Sint-Joris en de draak                                           | militairen in dienst van het Ned. Kon. 1940-1945, burgerslachtoffers, vervolgden Nederland, verzet Nederland | Oswald Wenckebach               | 4 mei 1948       | reliëf                    | Markt                          | Gouda  | 52° 0' 43" NB, 4° 42' 41" OL | Meer afbeeldingen                               |
| 705                             | Het Joodse Poortje, toegang tot de vroegere Joodse begraafplaats | Goudse Joodse oorlogsslachtoffers                                                                            |                                 | 30 december 1980 | overig                    | Jeruzalemstraat, 2801 JE       | Gouda  | 52° 0' 40" NB, 4° 42' 47" OL | Meer afbeeldingen                               |
| 706                             | Monument voor Toon Pille                                         | verzet Nederland                                                                                             |                                 | 31 augustus 2012 | gedenksteen               | Burg. Jamesplein               | Gouda  | 52° 1' 5" NB, 4° 42' 25" OL  | Meer afbeeldingen                               |
| 707                             | Bevrijdingsglas                                                  | algemeen, verzet Nederland                                                                                   | Charles Eyck                    | 1 november 1947  | glas-in-lood              | Achter de Kerk 16, 2801 JX     | Gouda  | 52° 0' 38" NB, 4° 42' 43" OL | Meer afbeeldingen                               |
| 2307                            | Plaquette in het NS-station                                      | burgerslachtoffers                                                                                           | H.G.J. Schelling H.J. Winkelman | 27 juli 1948     | plaquette                 | Stationsplein 11, 2801 AK      | Gouda  | 52° 0' 37" NB, 4° 42' 35" OL | Meer afbeeldingen                               |
| 3027                            | Indië-monument, Stadhuis Gouda                                   | militairen in dienst van het Ned. Kon. na 1945.                                                              |                                 | 3 mei 1952       | plaquette                 | Markt 1, 2801 JG               | Gouda  | 52° 0' 37" NB, 4° 42' 35" OL | Indië-monument, Stadhuis Gouda                  |
| 4134                            | Gedenkplaats Joodse stadgenoten 1940-1945 Metaheerhuis (Gouda)   | vervolgden Nederland                                                                                         |                                 | 6 juni 1994      | overig (glaspanelen)      | Oosthaven 31, 2801 PD          | Gouda  | 52° 0' 33" NB, 4° 42' 44" OL |                                                 |
| 4405                            | Plaquette bombardement Sint Josefpaviljoen                       | de bij een bombardement omgekomen medewerkers van het Sint Jozefpaviljoen                                    |                                 | 1950             | plaquette                 | Graaf Florisweg 77-79, 2805 AH | Gouda  | 52° 1' 8" NB, 4° 42' 52" OL  | Plaquette bombardement Sint Josefpaviljoen      |
|                                 | Plaquette op deur voormalige synagoge                            | de ruim vijfhonderd vermoorde Joden uit Gouda                                                                | Ralph Prins                     | 1996             | plaquette                 | Turfmarkt 23, 2801 GV          | Gouda  | 52° 0' 43" NB, 4° 42' 29" OL | Meer afbeeldingen                               |
|                                 | Muurschildering in de hal van de Ambachtsschool                  | overwinning van de Tweede Wereldoorlog                                                                       |                                 |                  | muurschildering           | Graaf Florisweg 64, 2805 AM    | Gouda  | 52° 1' 5" NB, 4° 42' 53" OL  | Muurschildering in de hal van de Ambachtsschool |
|                                 | Weerzien                                                         | Goudse Joodse oorlogsslachtoffers                                                                            | Edwin Vreeken                   | 2016             | muurreliëf                | Raoul Wallenbergplantsoen      | Gouda  | 52° 0' 39" NB, 4° 42' 47" OL | Meer afbeeldingen                               |
|                                 | Gedenkteken Frits Stolk                                          | burgerslachtoffers                                                                                           |                                 |                  | plaquette                 | Groeneweg27                    | Gouda  | 52° 0' 39" NB, 4° 42' 50" OL | Gedenkteken Frits Stolk                         |
|                                 | Verzetshelden                                                    | verzet Nederland                                                                                             |                                 | 2014             | 16 stuks informatieborden | 16 straten wijk Oosterwei      | Gouda  |                              | Meer afbeeldingen                               |
|                                 | 9 oorlogsgraven                                                  | verzet Nederland, militairen in dienst van het Ned. Kon. 1940-1945, burgerslachtoffers                       |                                 |                  | grafmonument              | begraafplaatsen in Gouda       | Gouda  |                              | Meer afbeeldingen                               |
|                                 | Wielrijdersbank                                                  | militairen in dienst van het Ned. Kon. 1940-1945                                                             |                                 | 1940             | herdenkingsbank           | Houtmanplantsoen               | Gouda  | 52° 0' 26" NB, 4° 43' 0" OL  | Meer afbeeldingen                               |
|                                 | Namenlijst Goudse slachtoffers van de Tweede Wereldoorlog        | algemeen |                                 | 5 mei 2022       | plaquette                 | Markt 1                        | Gouda  | 52° 0' 43" NB, 4° 42' 38" OL | Meer afbeeldingen                               |
| Dit oorlogsmonument op Wikidata | Stolpersteine                                                    | Goudse Joodse oorlogsslachtoffers                                                                            | Gunter Demnig                   |                  | reliëf                    |                                | Gouda  |                              | Meer afbeeldingen                               |

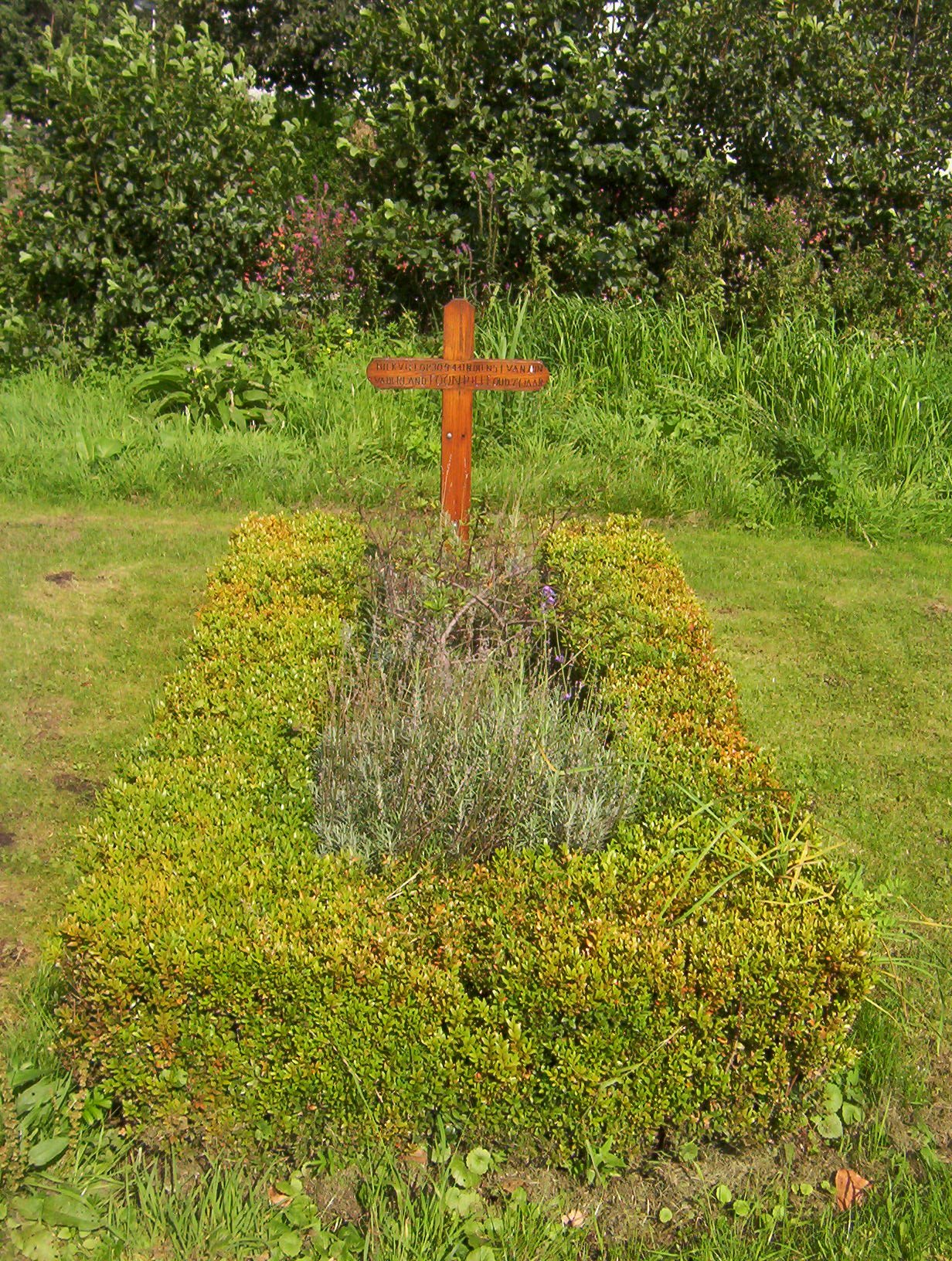
Monument voor Toon Pille (nr. 706). Het kruis werd aanvankelijk in 2008 verplaatst. Op 30 augustus 2012 werd er op een nieuwe locatie (bij het Huis van de Stad) een herinneringstegel voor Pille geplaatst.

Alblasserdam ·
Albrandswaard ·
Alphen aan den Rijn ·
Barendrecht ·
Bodegraven-Reeuwijk ·
Capelle aan den IJssel ·
Delft ·
Den Haag ·
Dordrecht ·
Goeree-Overflakkee ·
Gorinchem ·
Gouda ·
Hardinxveld-Giessendam ·
Hendrik-Ido-Ambacht ·
Hillegom ·
Hoeksche Waard ·
Kaag en Braassem ·
Katwijk ·
Krimpen aan den IJssel ·
Krimpenerwaard ·
Lansingerland ·
Leiden ·
Leiderdorp ·
Leidschendam-Voorburg ·
Lisse ·
Maassluis ·
Midden-Delfland ·
Molenlanden ·
Nieuwkoop ·
Nissewaard ·
Noordwijk ·
Oegstgeest ·
Papendrecht ·
Pijnacker-Nootdorp ·
Ridderkerk ·
Rijswijk ·
Rotterdam ·
Schiedam ·
Sliedrecht ·
Teylingen ·
Vlaardingen ·
Voorne aan Zee ·
Voorschoten ·
Waddinxveen ·
Wassenaar ·
Westland ·
Zoetermeer ·
Zoeterwoude ·
Zuidplas ·
Zwijndrecht